# Југословенска војска у заробљеништву
Југословенска војска у заробљеништву (ЈВуЗ) је била трећи део Југословенске војске за време Другог светског рата, поред Југословенске војске у отаџбини и Југословенске војске ван отаџбине.

## Историјат

### Априлски рат 1941.
Још 13. априла је немачка група пресекла одступницу Југословенској војсци према Грчкој, како би спречила стварање новог Солунског фронта и том приликом је заробљено око 100.000 југословенских официра, подофицира и војника. Након капитулације Југословенске војске у Априлском рату 1941. године, заробљено је укупно 344.162 припадника Југословенске војске (6.298 официра и 337.864 подофицира и војника). Међутим, како су немачке окупационе власти ослободиле све официре, подофицире и војнике који су се изјаснили као Хрвати, Муслимани, Македонци и припадници других националних мањина, у заробљеништво је одведено 268.405 официра, подофицира и војника Југословенске војске, углавном Срба и делимично Словенаца.

### Живот у логорима
Заробљени припадници Југословенске војске су смештени у различитим логорима на територији Трећег рајха, пре свега у логорима Oflag VI-C код Оснабрика и Oflag XIII-B код Хамелбурга. Прва група од преко 1.500 заробљених официра и војника је у логор Oflag VI-C стигла 26. априла 1941. године, а током маја је доведено још 3.410 заробљеника. Активних официра је било 1.108, резервних официра 1.800, а војника 502.
Влада народног спаса Милана Недића је ургирала код војног управника Паула Бадера да се делегатима Владе одобри одлазак у заробљеничке логоре, како би придобијали југословенске заробљене официре и подофицире за службу у Српској државној стражи и другим Владиним јединицама. Заробљенике у логорима је током новембра и децембра 1941. године обишао Милан Аћимовић и само у логорима код Нирнберга придобио 1.200 заробљених официра да потпишу изјаву лојалности Милану Недићу. Један од њих је био и пуковник Боривоје Јонић, који је убрзо по ослобођењу из заробљеништва постао помоћник команданта Српске државне страже.
У логору се до 1944. године налазио и бригадни генерал Миодраг Дамјановић, који је пуштен из логора за потребе службе код Милана Недића, али се он ускоро ставио под команду армијског генерала Драгољуба Михаиловића и постао командант најпре Истакнутог дела Врховне команде ЈВуО у Словенији, а затим и командант Југословенске војске ван Отаџбине.
Већина заробљеника се после рата вратила у Југославију, у којој је на власти тада већ била Комунистичка партија Југославије, тако да углавном нису наставили војну службу.

## Српско војничко гробље у Еверсбургу-Оснабрику
На Српском војничком гробљу у Оснабрику налази се споменик који чува успомену на ту сахрањених 116 официра и војника Југословенске војске, који су погинули у ноћи 6. децембра 1944. године, када је Краљевско ратно ваздухопловство бомбардовало логор.

### Списак погинулих
1. пешадијски бригадни генерал Деспот А. Дамјановић
2. пуковник Божа М. Новаковић
3. пуковник Душан Д. Радојчић
4. пуковник Светозар З. Хаџић
5. потпуковник Миленко М. Вукановић
6. потпуковник Милан И. Димић
7. потпуковник Крстивоје Б. Крстић
8. потпуковник Војислав М. Максимовић
9. потпуковник Драгослав Ј. Павићевић
10. потпуковник Драгутин Н. Перић
11. потпуковник Петар Станишић
12. потпуковник Димитрије Тодоровић
13. мајор Савко Ф. Даниловић
14. мајор Драгутин Ђ. Ђурић
15. мајор Живадин Ј. Гавриловић
16. мајор Милан М. Јелић
17. мајор Радивоје Ј. Јеловац
18. мајор Борислав З. Јовановић
19. мајор Николај Коју-Караиван
20. мајор Бошко М. Ковачевић
21. мајор Василије С. Миленковић
22. мајор Ђорђе Д. Никота
23. мајор Станко Ј. Петровић
24. мајор Глигорије Р. Прибаковић
25. мајор Андрија П. Станкивић
26. капетан Мирко П. Баланџић
27. капетан
28. капетан Милосав М. Веровић
29. капетан Бранко М. Вила
30. капетан Блажо П. Вукотић
31. капетан Лазар Г. Голубовић
32. капетан Милан М. Грујичић
33. капетан Владимир П. Долић
34. капетан Душан С. Достанић
35. капетан Димитрије Ђ. Ђорђевић
36. капетан Милован Ђ. Ђорђевић
37. капетан Никола Ј. Живковић
38. капетан Јаков В. Ђунисијевић
39. капетан Бранислав Јеремић